# ロング・シーズン 長く遠い殺人
『ロング・シーズン 長く遠い殺人』（ロング・シーズン ながくとおいさつじん、原題：漫長的季節）は、2023年の中国のテレビドラマ。全12話。

## 概要
中国で社会現象を起こした『バッド・キッズ 隠秘之罪』の監督シン・シュアン（辛爽）が、同作のメインスタッフやキャストと再タッグを組んだノワールドラマ。2023年4月に中国で配信が始まると、大手レビューサイトdoubanで過去8年の全ドラマの中でトップとなる9.5点を記録し、全話配信後の8月末時点でも9.4点を維持。“10年に1本の完璧なドラマ”と称される超人気作となった。
日本では同年11月からWOWOWプライム、WOWOW 4Kで放送、WOWOWオンデマンドで配信された。

## あらすじ
物語は1997年、1998年、2016年の3つの時間軸で約20年にわたって描かれる。製鉄工場の機関車運転士だった王響は、一人息子を亡くし心身ともに疲れ果て、現在はタクシードライバーとして生計を立てていた。ある日、弟分で同じく運転手をしている龔彪が苦労してタクシーを手に入れるも、同じナンバーの車が人身事故を起こしていたことが発覚。彼のタクシーは警察に差し押さえられてしまう。このまま黙ってはいられないと交通事故について独自に捜査を開始する王響と龔彪。しかし、その事故は18年前に起きたバラバラ殺人事件につながっていた。

## 出演
- 王響：ファン・ウェイ（范偉）
- 龔彪：チン・ハオ（秦昊）
- 馬徳勝：チェン・ミンハオ（陳明昊）
- 沈墨：リー・ゴンシー（李庚希）
- 王陽：リウ・イーティエ（劉奕鉄）
- 傅衛軍：ジアン・チーミン（蒋奇明）
- 李巧雲：リウ・リン（劉琳）
- 黄麗茹：ワン・ジアジア（王佳佳）
- 王北：シー・ポンユエン（史彭元）
- 沈墨（中年）：ジャン・ジンチュー（張静初）
- 沈棟梁：ホウ・イエンソン（侯岩松）
- 羅美素：リン・シアオジエ（林暁傑）
- 邢建春：ヤン・イーウェイ（楊一威）
- 李群：タン・ゾン（唐曾）
- 殷紅：ワン・イーディー（王芸萩）

## スタッフ
- 監督：シン・シュアン（辛爽）
- 原作：ユー・シアオチエン（于小千）
- 脚本：パン・イーラン（潘依然）、チェン・ジー（陳驥）
- 撮影監督：チャオ・ミン（晁明）
- 編集：ルー・ディー（路迪）
- オリジナル音楽：ディン・コー（丁可）
- 美術監督：ユー・ハオラン（于浩然）
- 衣装デザイン：ティエン・ジュアンジュアン（田壮壮）